# 미유키촌 (가나가와현)
미유키촌(일본어: 御幸村)은 1889년 4월 1일부터 1924년 7월 1일까지 존재했던 일본 가나가와현 다치바나군의 촌이다.

## 지리
현재의 가와사키시 사이와이구 동부, 나카하라구의 동부에 해당한다. 가와사키역 부근의 극히 일부가 가와사키구에 속한다.
마을의 총 면적은 약 0.84방리(약 12.955km2), 가구 수는 485가구, 인구는 약 4,226명(1914년)이었다. 주요 산업은 농업으로 쌀, 보리 외에도 과수 재배(복숭아), 양잠도 이루어졌으며, 다마강변에서는 자갈채굴이 이루어졌다.

## 역사
- 1889년 4월 1일 - 정촌제 시행으로 미유키촌(御幸村) 설치.
- 1912년 - 도쿄부 에바라군과의 경계를 다마강으로 조정, 에바라군 야구치촌과 조후촌의 일부를 편입.
- 1924년 7월 1일 - 가와사키정, 다이시정 (가나가와현)과 합병하여 가와사키시 신설, 미유키촌 폐지.
- 1972년 4월 1일 - 가와사키시가 정령지정도시로 지정되면서, 구 촌역의 일부가 나카하라구로, 가와사키역 주위가 가와사키구로, 나머지 지역이 사이와이구가 되었다.

## 교통

### 철도노선
합병으로 촌이 성립되기 2년 전인 1872년 구력 5월 7일, 훗날 촌에 인접한 가와사키촌을 통과하는 시나가와역-요코하마역(현재의 사쿠라기마치역) 간 철도가 개통되어 같은 해 6월 5일 가와사키역이 영업을 시작했으나, 가와사키역은 당시 마을 구역 밖에 있었다. 12월 20일에 게이힌선(현재의 게이힌도호쿠선)이 개통되는데, 이것도 마찬가지다.
1920년 3월 1일에 설립된 난부 철도(현 난부선)의 가와사키-토도 구간이 개통된 것은 동촌이 가와사키시에 합병된 지 3년 후인 1927년 3월 9일이다. 개통과 동시에 시리테 정류장(현재의 시리테역), 히라마 정류장(현재의 히라마역), 마을 외곽의 야무카역에서 출발하는 짧은 화물 지선의 종점인 가와사키 가와기시역(1972년 5월 25일 폐지) 등 3개 역이 구 마을 구역에 개통되었다. 가시마다 정류장(현 가시마다역)도 당시에는 마을 구역 밖에 있었다.

### 도로
- 후추 가도 (현 국도 제409호선)

## 참고 문헌
- 角川日本地名大辞典編纂委員会,『角川日本地名大辞典 神奈川県』1984, 角川書店
- 『橘樹郡史談』、岡野欣之助、木曽義比、1895年7月発行
- 『神奈川県橘樹郡案内記』、橘樹郡、1914年発行
- 『横浜社会辞彙』、日比野重郎、横浜通信社、1917年発行
- 『郡制有終記念帖』、橘樹郡、1923年3月発行
- 『川崎市史』、川崎市、1969年発行
- 『日本国有鉄道百年史』第1巻、日本国有鉄道、1969年発行
- 『神奈川県姓氏家系大辞典』、神奈川県姓氏家系大辞典編纂委員会、가도카와 쇼텐、1993年3月発行 ISBN 4040021401